# Alzina Stevens
Alzina Stevens (27 de mayo de 1849 - 3 de junio de 1900) fue una líder sindical, reformadora social y editora estadounidense, activa en Hull House. Fue una de las mujeres de la orden de los Caballeros del Trabajo y ferviente defensora del sufragio igualitario. Formó parte del equipo editorial del Toledo Bee y fue copropietaria y editora del Vanguard, que pertenecía al Partido del Pueblo. Aunque su matrimonio con el Sr. Stevens en torno a 1876 o 1877 terminó en divorcio al poco de celebrarse, mantuvo el apellido de su marido.

## Biografía
Alzina Ann Parsons nació en Parsonsfield, Maine, el 27 de mayo de 1849. Sus padres eran Enoch Parsons y Louise Page. El padre fue soldado en la Guerra de 1812, mientras que sus dos hermanos sirvieron en la guerra civil estadounidense en el 7.º de Infantería Voluntaria de New Hampshire. Su abuel fue el coronel Thomas Parsons, quien comandóe regimiento de Massachude ts en el Ejército Continental durante la Guerra Revolucionaria Americana.
A la edad de 13 años, comenzó a ganarse la vida como tejedora en una fábrica de algodón, donde perdió su dedo índice derecho en un accidente. Stevens veía el dedo que le faltaba como un recordatorio constante de la necesidad de mejorar las condiciones laborales y regular el trabajo infantil. Asistió a la escuela secundaria en Somersworth, New Hampshire.

## Carrera
En 1867, Stevens se mudó a Chicago y encontró trabajo en el sector de la imprenta, sirviendo como tipógrafa, compositora, correctora de pruebas, corresponsal y editora.
Stevens se involucró activamente en los sindicatos, especialmente como una de las líderes de los Caballeros del Trabajo en Chicago. En 1877, organizó el Sindicato de Mujeres Trabajadoras N.º 1, de Chicago, y fue su primera presidenta. Tras trasladarse de esa ciudad a Toledo, Ohio, prosiguió con su activismo allí y pronto fue una de las fuerzas principales de los Caballeros del Trabajo. Nuevamente jugó un papel decisivo en la organización de una sociedad de mujeres, la Asamblea de Caballeros del Trabajo de Juana de Arco, y fue su primera maestra obrera y delegada de ese organismo en la asamblea de distrito. En el distrito era celosa y enérgica, y se fue miembro de la junta ejecutiva, organizadora, juez y, durante varios años, secretaria de registros y finanzas. En 1890, fue elegida maestra obrera de distrito, convirtiéndose en la directora de un distrito de 22 asambleas locales de caballeros. Representó al distrito en las asambleas generales de la orden en las convenciones celebradas en Atlanta, Georgia, Denver, Colorado, Indianápolis, Indiana y Toledo, Ohio.
En 1892, Stevens se convirtió en residente de Hull House, donde se unió a otras reformadoras sociales como Jane Addams, Ellen Gates Starr y Sophonisba Breckinridge en el asentamiento. Stevens se convirtió en una de las pocas mujeres involucradas en Hull House que tenía experiencia de primera mano de la vida de la clase trabajadora. Fue la representante de las organizaciones laborales del noroeste de Ohio en la Conferencia Industrial Nacional en St. Louis, Misuri, en febrero de 1892, y en la convención del Partido Popular de Omaha, Nebraska, en julio de 1892.
Durante varios años, Stevens ocupó un puesto en la redacción del Toledo Bee. En 1893, era la propietaria del 50% y editora del Vanguard, perteneciente al Partido Popular, publicado en Chicago en busca de reformas económicas e industriales a través de la acción política. Fue nombrada miembro del Comité Auxiliar de Mujeres del Congreso Laboral de la Exposición Mundial Colombina de 1893. Ese año, se convirtió en asistente de Florence Kelley como inspectora de fábricas del estado, y juntas las dos mujeres ayudaron a John Peter Altgeld a aprobar y hacer cumplir la legislación que controlaba el trabajo infantil en Illinois. Esto incluía la aplicación de una ley que limitaba a las mujeres y los niños a una jornada laboral máxima de ocho horas. Su éxito duró poco y en 1895, la Asociación de Fabricantes de Illinois hizo derogar la ley.   En 1896, Stevens se convirtió en la primera oficial de libertad condicional del entonces recientemente establecido comité del Tribunal de Menores del Condado de Cook.
Stevens escribió sobre el trabajo infantil en la publicación Child Slavery in America, donde se encargó de un capítulo titulado "El niño, la fábrica y el estado" (The Arena, vol. 10, junio de 1894),  mientras era inspectora adjunta de fábrica en Illinois. Lo escribió desde el punto de vista de que el trabajo asalariado sistemático por parte de los niños es un mal absoluto, ya que es en la infancia cuando se forman todos los hábitos que determinarán lo que un hombre o una mujer esté dispuesto a hacer o sea capaz de hacer cuando crezca. Un niño criado hasta convertirse en adulto sin participar en un trabajo productivo suele verse más malcriado que beneficiado por la exención. La verdadera pregunta que planteaba era hasta qué punto en la vida el trabajo productivo se vuelve esencial para el mejor crecimiento del cuerpo, la mente y las capacidades. 